# Parun
Parun (znany też jako Prasûn i Prasungul; oryginalna nazwa ‏پارون‎) – miejscowość w północno-wschodnim Afganistanie, nad rzeką Pech. Jest stolicą prowincji Nuristan (choć większym miastem jest Kamdisz); znajdują się tu urzędy i posterunek policji. Leży 180 km na północny wschód od Kabulu i 60 km od granicy z Pakistanem. Łączy go od zachodu droga z Asadabadem, nie ma natomiast połączenia ze wschodem Nuristanu.
Mieszkańcy posługują się głównie językiem wasi-weri, choć rozumiane są także kati, paszto i dari. Miejscowość składa się z ciągu 6 wiosek (Isztewi, Pronz, Dewa, Kuszteki, Tsutsum i Paszki), ciągnących się na długości 20 km; na wysokości od 2,5 tys. m n.p.m. do 2,85 tys. m n.p.m. Liczba ludności w 2021 roku wynosiła prawie 16 tys. mieszkańców.
10 maja 2011 roku talibowie zaatakowali posterunek policji, zabijając 23 funkcjonariuszy. Do pomocy zostały wezwane siły NATO, a talibowie przyznali się do ataku. W 2014 miasto nawiedziło trzęsienie ziemi o sile 4,6 w skali Richtera.